# Aldo Bergonzoni
Aldo Bergonzoni (19. November 1899 in Mantua – 27. Juni 1976 in Padua) war ein italienischer Maler und Bildhauer. Er wird der Malereirichtung des chiarismo lombardo zugerechnet.

## Leben
Er besuchte zunächst die Malerei- und Bildhauereischule von Vindizio Nodari Pesenti. 1921 lernte er in Mailand Angelo Del Bon und Umberto Lilloni kennen, zwei Exponenten der neuen Strömung chiarismo lombardo.

## Werke (Auswahl)
- Kreuzweg, Santa Maria degli Angeli in Mantua
- Die Hand am Herzen (La mano nel cuore), Gemälde[1]
- Personen des Konzils, Lithographie
- Der Bischof, Gemälde

## Ausstellungen
- Sammelausstellung: Il paesaggio dell'alto mantovano, Casa del Mantegna, Mantua 2012 (1 Gemälde).[2]